# Živě z Bagdádu
Živě z Bagdádu (v anglickém originále Live from Baghdad) je americký dramatický film z roku 2002. Režisérem filmu je Mick Jackson. Hlavní role ve filmu ztvárnili Michael Keaton, Helena Bonham Carter, David Suchet, Paul Guilfoyle a Michael Cudlitz. 

## Obsazení
| Michael Keaton       | Robert Wiener   |
| Helena Bonham Carter | Ingrid Formanek |
| David Suchet         | Naji Al-Hadithi |
| Paul Guilfoyle       | Ed Turner       |
| Michael Cudlitz      | Tom Murphy      |
| Joshua Leonard       | Mark Biello     |
| Lili Taylor          | Judy Parker     |
| Hamish Linklater     | Richard Roth    |

## Ocenění
- Emmy, nejlepší obsazení
- Emmy, nejlepší střih
- Emmy, nejlepší zvuk

Film byl dále nominován na 3 Zlaté globy a 7 cen Emmy. Film získal 5 dalších ocenění a 10 nominací. 